# 下四管
南管中的下手樂器指下列4種樂器：
1. 響盞
小竹簍中置一小鑼，隨南管琵琶指法敲擊，遇拍位則不敲。敲擊時需用手固定鑼面。
2. 雙鐘
隨南管譜中的撩位固定敲擊，遇拍位則不敲。
3. 叫鑼
俗稱狗叫，編制為一月鑼及一木魚，隨南管譜中的拍位敲擊木魚，隨琵琶指法後半拍敲鑼。
4. 四塊
又稱四寶，為4塊竹片或木片組成，隨南管譜中的拍位雙手向外夾擊，其餘與琵琶指法同步。敲擊時會有清脆的聲音。

通常來說，南管音樂較柔和沈穩。而指套以什音形式演奏，加入下四管之後，則較增添熱鬧的氣氛。
於演奏開始時，演奏指套，加上玉噯（页面存档备份，存于）或笛(品仔)，及上手樂器稱為「什音會奏」或稱「噯仔指」。過去亦有使用扁鼓(餅鼓)，其隨撩位敲擊。